# ولاستییوویتسه
ولاستییوویتسه (به لاتین: Vlastějovice) یک منطقهٔ مسکونی در جمهوری چک است که در شهرستان کوتنا هورا واقع شده‌است.